# Chapelle Sainte-Catherine de Hauthem
Pour les articles homonymes, voir Chapelle Sainte-Catherine.
La chapelle Sainte-Catherine (en néerlandais : Sint-Catharinakapel) est une chapelle classée de style gothique située à Hauthem, village de la commune belge de Hoegaarden, dans la province du Brabant flamand.

## Historique
Les fenêtres et les poutres de la chapelle datent du milieu du XVIe siècle, le clocher date du XVIIe siècle et la sacristie sud date de 1765-1766.
À l'intérieur, l'abside abrite un stuc datant de 1751 et un bloc d'autel de 1763.
Le jubé est daté 1719 sur la balustrade.

## Classement
La chapelle est classée monument historique depuis le 6 juillet 1957 et figure à l'inventaire du patrimoine immobilier de la Région flamande sous la référence 43565.

## Architecture

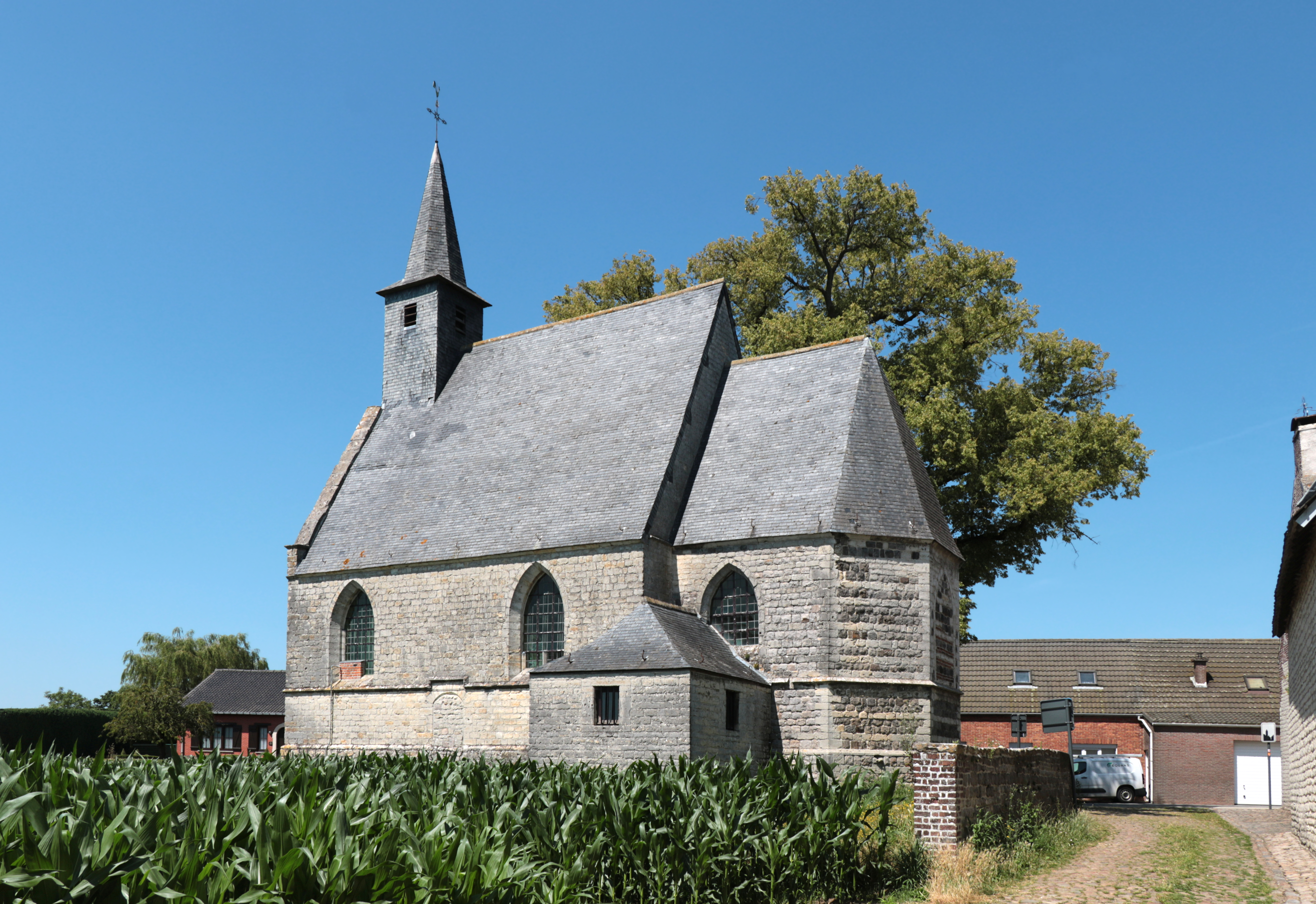
La chapelle vue des champs.
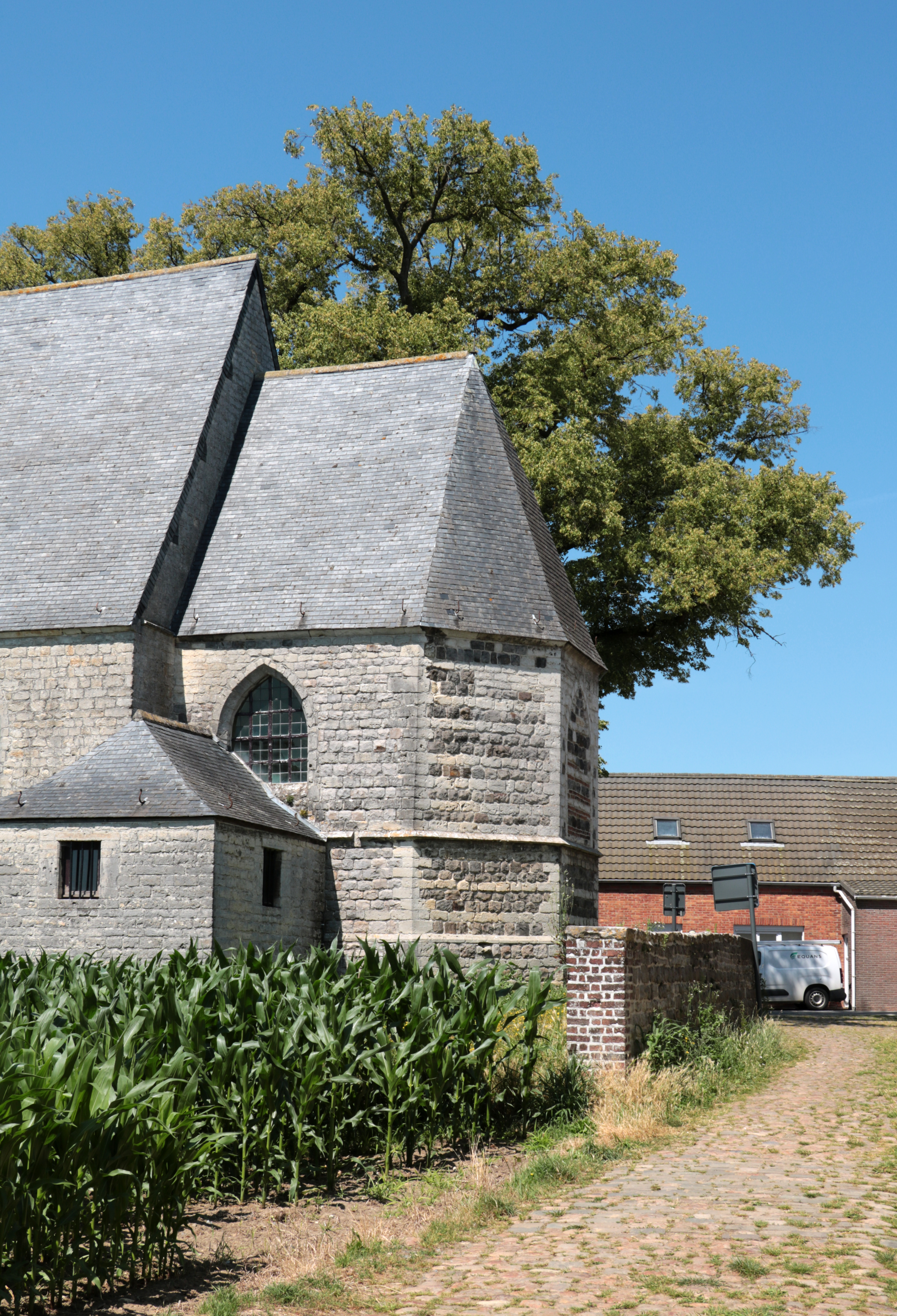
Le chevet.
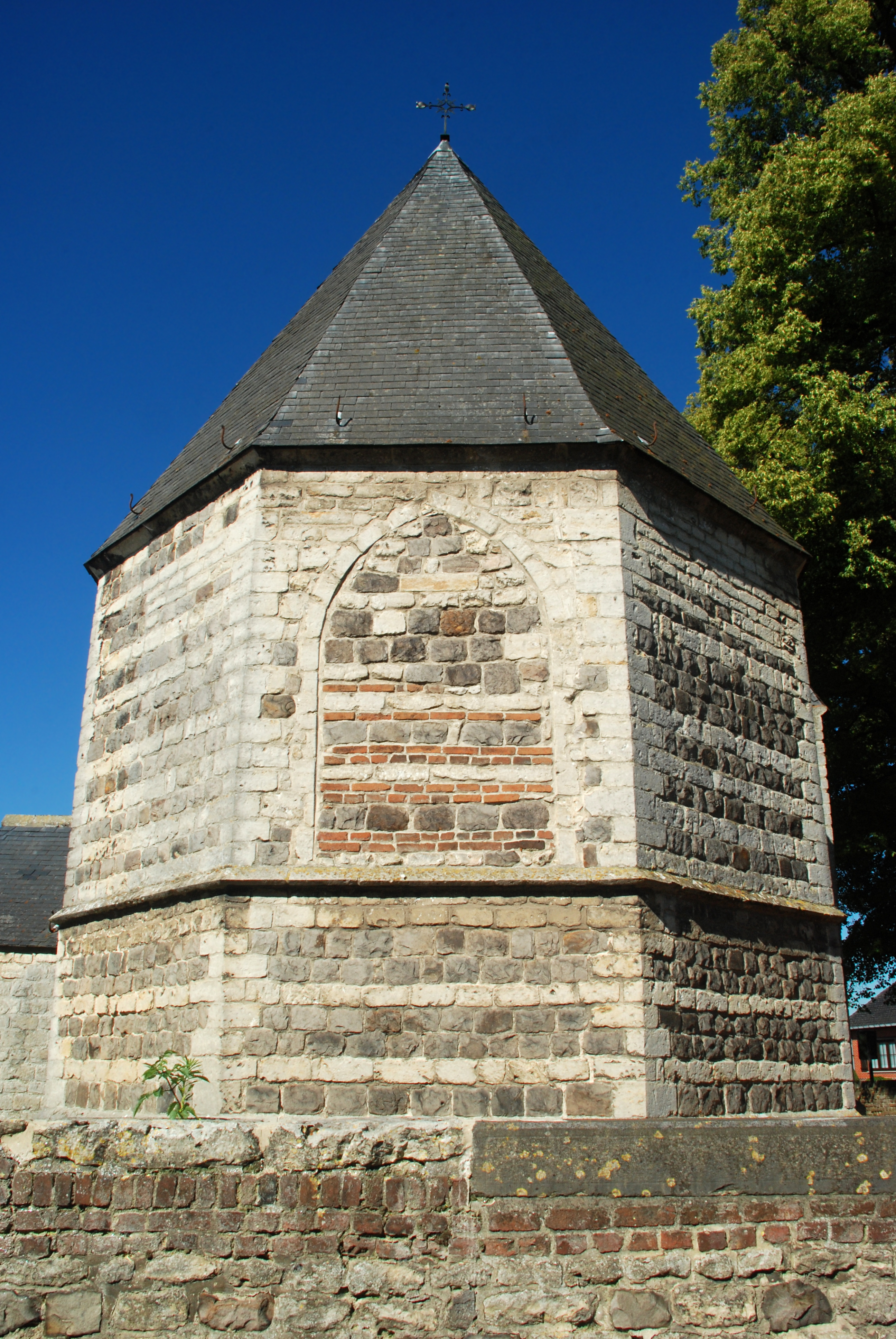
La fenêtre axiale du chevet.
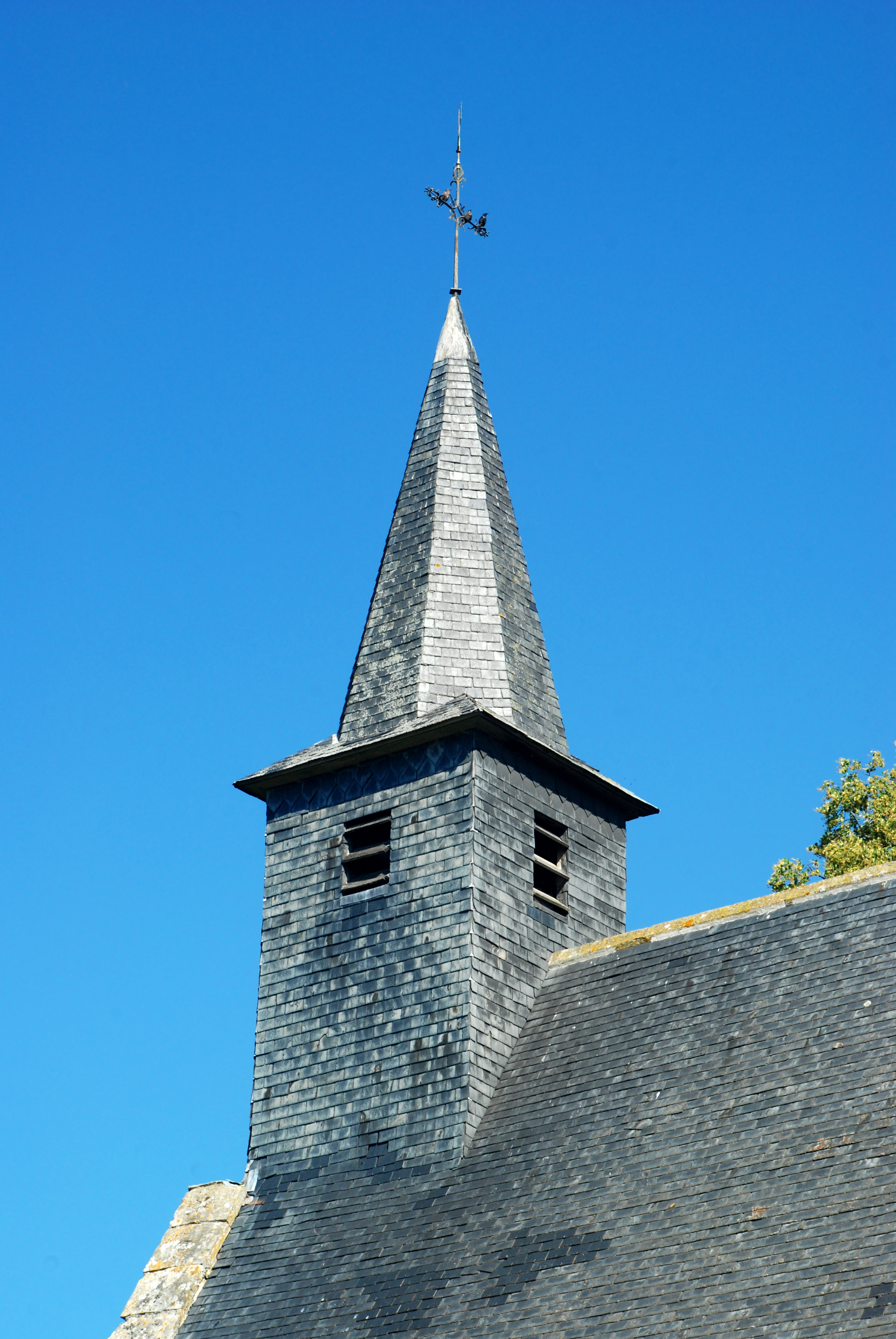
Le clocheton.